# Neobisium henroti
Espèce
Neobisium henroti est une espèce de pseudoscorpions de la famille des Neobisiidae.

## Distribution
Cette espèce est endémique de Sardaigne en Italie. Elle se rencontre à Siniscola dans la grotte Grotta di Cane Gortoe.

## Étymologie
Cette espèce est nommée en l'honneur de Henri Henrot.

## Publication originale
- Beier, 1956 : Ein neuer Blothrus (Pseudoscorp.) aus Sardinien, und ueber zwei Pseudoscorpione des westmediterranen Litorals. Fragmenta Entomologica, vol. 2, p. 55-63.